# Хнаберд (Арагацотн)
Це стаття про село в марзі Арагацотн. Стаття про село в марзі Арарат — Хнаберд
Хнаберд (вірм. Հնաբերդ) — село в марзі Арагацотн, на північному заході Вірменії. Село розташоване за 29 км на північний захід від міста Апаран, за 18 км на схід від міста Артік сусіднього марзу Ширак, за 4 км на південний схід від села Гехадір та за 8 км на захід від села Гехадзор. В селі є церква V століття, а також неподалік розташована велика урартська фортеця.